# رمزي آية
رمزي آية (بالإيطالية: Ramzi Aya) هو لاعب كرة قدم إيطالي في مركز الدفاع، ولد في 2 أغسطس 1990 في روما في إيطاليا. شارك مع منتخب إيطاليا تحت 20 سنة لكرة القدم. أما مع النوادي، فقد لعب مع فيورنتينا ونادي ريجيانا 1919 ونادي ريميني.

## وصلات خارجية
- رمزي آية على موقع قاعدة بيانات كرة القدم.إي يو (الإنجليزية)
- رمزي آية على موقع Soccerway.com (الإنجليزية)
- رمزي آية على موقع عالم كرة القدم.نت (الإنجليزية)